# Real Monasterio de Nuestra Señora de Gracia (Vélez-Málaga)
El Real Monasterio de Nuestra Señora de Gracia, más conocido como convento de las Claras, es uno de los conventos que mejor representa la tradición conventual de la ciudad malagueña de Vélez-Málaga (España) durante los siglos XVI y XVII. Fundado en 1503 por Beatriz de Arellano, bajo la advocación de la Purísima Concepción, es fruto de dos etapas constructivas, la primera de ellas en estilo renacentista mudéjar y la segunda en estilo barroco. 
El conjunto monacal se divide en dos zonas, la iglesia y el convento, este último compuesto, a su vez, por el claustro, el huerto y el compás. De la combinación de todos estos espacios se resuelve un solo edificio de planta trapezoidal irregular que responde a las necesidades para un perfecto desarrollo de la vida monástica. 
El monasterio cuenta con varias alas separadas por un patio central, la capilla , las celdas, el huerto y la zona del albergue.
Dañado por el terremoto de 1884, y presentando dichos daños aún en la actualidad y siendo restaurado actualmente

## Descripción

### Iglesia
El Real Monasterio de Nuestra Señora de Gracia se compone de un conjunto de espacios y edificaciones fundamentales para el desarrollo de la vida monástica. La iglesia, levantada en el costado sureste del conjunto, responde perfectamente a la tipología de iglesia conventual con planta de cajón de una sola nave, cabecera poligonal y coro elevado a los pies, cerrado por celosías de madera. En los muros interiores se adosan cuatro pares de columnas pareadas de orden corintio, apoyados sobre plinto y grandes volutas, que generan arcos fajones ligeramente rebajados que dividen la nave en cuatro tramos con hornacinas abiertas en los paramentos. Sobre las columnas se desarrolla una cornisa que recorre el interior del templo y desde la cual parte la bóveda de cañón sobre arcos fajones. A ambos lados de la nave, en los lunetos, se abren óculos ovalados alrededor de los cuales se desarrolla un intenso programa decorativo de yeserías en forma de baquetones, molduras mixtilíneas, hojarascas, veneras y volutas doradas y policromadas.
El tramo que antecede al presbiterio, de planta cuadrada y elevado en altura respecto a la nave central, 
alberga una gran cúpula sobre pechinas con tambor horadado en su base por ventanas y dividida en segmentos. La bóveda presenta una intensa decoración de yeserías. El presbiterio, elevado, presenta bóveda de cuarto de esfera con una exuberante decoración de yeserías mixtilíneas y adornos de rocalla dorada. En el testero se inserta el retablo mayor de época reciente, que sustituye al anterior destruido en 1936, estando realizado en madera dorada, formado por sotabanco, banco donde se integran el sagrario y un tabernáculo, y un solo cuerpo dividido en tres calles, la central con un vano horadado que permite contemplar la imagen de la Virgen de Gracia situada en su camarín, encontrándose en las calles laterales las esculturas de San Francisco y Santa Clara. El conjunto del retablo está rematado por un ático cuadrangular presidido por un relieve policromado que representa a la Santísima Trinidad.
Desde un arco abierto en el presbiterio se accede al camarín, una pequeña sala de planta poliédrica regular, con pilastras que soportan una cornisa perimetral, y cubierta por una bóveda de cascarón con nervios. El programa decorativo del camarín se compone de yeserías de rocalla y hojarascas sobredoradas, de estilo rococó, que destacan sobre el color blanco de los paramentos.
La sacristía, dispuesta en el lado del Evangelio del altar mayor, es de planta cuadrada cubierta con bovedillas decoradas, y separada del presbiterio por una rica puerta de madera tallada en la que se inserta el escudo de la orden franciscana.
A los pies del templo se eleva el coro, cerrado por celosías de madera a media altura, y en cuyo paramento central se inscriben tres hornacinas de medio punto enmarcadas por pilastras y volutas, siguiendo el programa decorativo de yeserías del templo, que albergan esculturas.

### Convento
La zona conventual se compone de varios espacios: en el lado suroeste, tras la cabecera de la iglesia se encuentra el compás, un espacio abierto de forma trapezoidal pavimentado en su zona central. Al fondo se ubican unas viviendas de una sola planta, de construcción modesta, que en origen fueron las viviendas del portero y recadero.

#### Claustro
Al convento se accede a través del claustro, en torno al cual, se organizan las diferentes estancias de la clausura. Este presenta una planta rectangular, con galerías cubiertas en sus cuatro lados y dispuestas en dos pisos. Los lados mayores se estructuran con series de ocho arcos y cinco en los lados menores. Las galerías del primer piso se cierran con arcos de medio punto peraltados sustentados por pilares de ladrillo octogonales. El segundo piso presenta arcos rebajados sobre esbeltas columnas sobre las que se colocan cimacios. Ambas galerías presentan cubierta plana. Sobre los arcos de la galería superior surge un tejadillo con tejas curvas, al que se superpone el pretil de una azotea que, en forma de pasillo, recorre todo el perímetro interior del claustro. El espacio interior del claustro, rebajado ligeramente respecto al nivel de las galerías, está pavimentado con mazaríes de barro cocido. Aquí se ubican dos fuentes: la primera de ellas, en el centro, presenta un pilón octogonal recubierto de azulejos; la segunda, ubicada en el lado menor, a los pies de la iglesia, está compuesta por un pilón semicircular, con un pilar rematado por un frontón triangular y dos mascarones en forma de cabeza de león desde los que cae el agua al pilón.
En el muro del ángulo suroeste del claustro se sitúa una pintura mural que representa a Jesús Nazareno portando la Cruz, obra de finales del siglo XVI. En el ángulo noroccidental, próximo a la huerta, se emplaza la escalera principal de tipo imperial. A esta se accede a través de una triple arquería de medio punto sobre pilares octogonales. El tramo inicial de la escalera arranca del vano central. Los peldaños cuentan con mamperlanes de madera y azulejos policromados con motivos florales originales. El primer tramo de la escalera conduce hasta la meseta central desde la cual parten los dos tramos superiores que la convierten en escalera imperial. Las paredes, hasta la galería superior, están decoradas con azulejos polícromos de motivos florales. La caja de la escalera se cubre con bóveda esquifada decorada con un florón central y baquetones que conforman la decoración mixtilínea. En el ángulo noreste de la galería inferior se localiza el refectorio, una sencilla sala rectangular que conserva una armadura sustentada por jácenas sobre ménsulas. En la crujía norte del convento se ubica una capilla pictórica devocional de finales del siglo XVI, formada originalmente por tres cuerpos rectangulares rematados por un frontón triangular. El cuerpo central presenta una hornacina a diferencia de los laterales, con decoración pictórica en los que se representa a Santa Clara y San Bernardo.
En la galería superior se ubican las antiguas celdas de las monjas, en las crujías suroeste y noroeste del edificio. Cabe destacar las armaduras de madera que cubren varias de las dependencias de la planta superior. Desde una de las dependencias ubicada en el lado oriental se tiene acceso al coro de la iglesia.
Una escalera situada en la azotea, en el lado de la iglesia, da acceso a la parte superior del campanario, que hace las veces de mirador. La torre-mirador es un cuerpo cuadrado, de forma torreada y con cubierta a cuatro aguas, cuyos muros interiores están abiertos por pequeñas ventanas adinteladas cerradas por celosías; uno de estos vanos alberga una campana datada en 1809.

#### Huerto
El huerto, al noroeste, es un espacio abierto de planta rectangular irregular en cuyo centro se ubica una alberca cuadrada cubierta por un emparrado.

#### Compás
Exteriormente el conjunto conventual presenta tres fachadas, ya que por el noreste el edificio se encuentra anexo a otras construcciones. La fachada principal, en el lado sureste, en la calle Félix Lomas, presenta dos partes que responden a la fachada de la iglesia, y la del compás.
La fachada y puerta principal de acceso a la iglesia se resuelve, en el primer cuerpo, con una triple arcada de medio punto separada por pilastras que sustentan una imposta horizontal, y cerrados por cancelas de hierro forjado, rematadas en puntas de lanza; el segundo cuerpo, presenta pilastras más pequeñas, sobre las cuales se desarrolla una cornisa rematada por un frontoncillo curvo con volutas, en cuyo centro se abre una hornacina, y coronado por un pedestal con una veleta de hierro forjado en la que se inscribe la leyenda «DE GRACYA». Tras esta fachada se abre el atrio, de planta rectangular y paralelo a la nave de la iglesia. El espacio central se cubre con bóveda semiesférica sobre pechinas. A derecha e izquierda del atrio, con bóvedas de arista, se abren dos puertas que conducen a despachos y dependencias parroquiales. A ambos lados de la portada, y siguiendo con el esquema compositivo de la portada, se resuelven dos series de tres arcos ciegos de medio punto separados por pilastras y con remates cerámicos.
La puerta de acceso al compás consiste en un arco de medio punto flanqueado por pilastras que sustentan una cornisa que avanza por toda la fachada; esta se remata en el centro por un frontón curvo coronado por una sencilla cruz de hierro, flanqueado, a su vez, por cuatro remates de cerámica vidriada de color verde, dos a cada lado. El arco central de la portada se cierra por una cancela de hierro de doble hoja moderna, excepto la flecha del arco, cerrada por una reja de hierro forjado de cuadradillo y decorada con caracoles, con una inscripción «AÑO 1880». Desde esta portada, se accede al interior del convento, pasando por el torno y la puerta reglar, tradicional en los conventos de las órdenes religiosas de clausura. Las fachadas suroeste y noroeste no presentan rasgos destacables.